# Šalom
Šalom (hebrejsky שָׁלוֹם‎, obvykle se překládá jako „mír“ či „pokoj“), je výraz, který se v židovském prostředí používá k pozdravu a zároveň k označení ideálního stavu pro život.

## Etymologie

Nápisy šalom a arabské salam jako výraz přátelství a spolupráce mezi Izraelem a Palestinou

Samotné hebrejské slovo šalom vyjadřuje mnohem více než pouhou nepřítomnost války – je totiž souhrnným označením zdraví, spokojenosti, spořádanosti, harmonie, klidu, pohody a neporušenosti. Pokud chápeme výraz šalom „přesně, pak znamená stav dokonalosti či integrity, v němž se něco nachází, a teprve druhotně pak mír“. Podle Bible takovýto šalom zažíval člověk při svém stvoření, než upadl do hříchu a neshod. Proto šalom lze též definovat jako „znovunalezený mír“, neboť „znamená smíření mezi Bohem a lidmi, lidmi a přírodou, mezi lidmi a lidskými rodinami navzájem a také hluboký mír v lidském srdci – šalom je vděčná radost z uzdravení, z odpuštění, ze zachránění“. Z toho je též zřejmé, že šalom pro judaismus nepředstavuje ani tak základní princip, jako spíše konečný cíl lidských tužeb a lidského úsilí, jenž je, jak říká rabi Jehošua ben Levi, pro svět tím, čím je „kvas pro těsto“.

## Význam v judaismu
V rámci judaismu je Šalom mimo jiné chápáno jako jedno z Božích jmen. V tom spočívá i hlavní důvod, proč je šalom považován za jednu ze tří věcí, díky nimž existuje svět. Chafec Chajim se ve svém spisku Šmirat ha-lašon obšírně zaobírá významem šalomu v souvislosti s používáním jazyka: Šalom je natolik důležitý, že v zájmu jeho zachování i Tóra, jež je považována za pravdu, zmiňuje smyšlené výroky, které nechává být a přechází je. Židovské vojsko nesmí dobýt nepřátelské město, dokud svým nepřátelům nenabídne šalom alespoň třikrát. Ústy vyslovené šalom slouží jako pečeť kněžského požehnání i modlitby Šmone esre. Zachování šalomu mezi manželi je tak důležité, že Hospodin dovolil, aby směl být vymazán zápis tetragramu jeho jména, což je v jiných případech považováno za hrubé porušení jednoho z 613 micvot Tóry.